# Matheran
Matheran (hindi i marathi माथेरान, trl. Mātherān, trb. Matheran; ang. Matheran) – miasto w stanie Maharasztra w Indiach, stacja końcowa linii kolejowej Matheran Hill. 6 tysięcy mieszkańców (2002). 

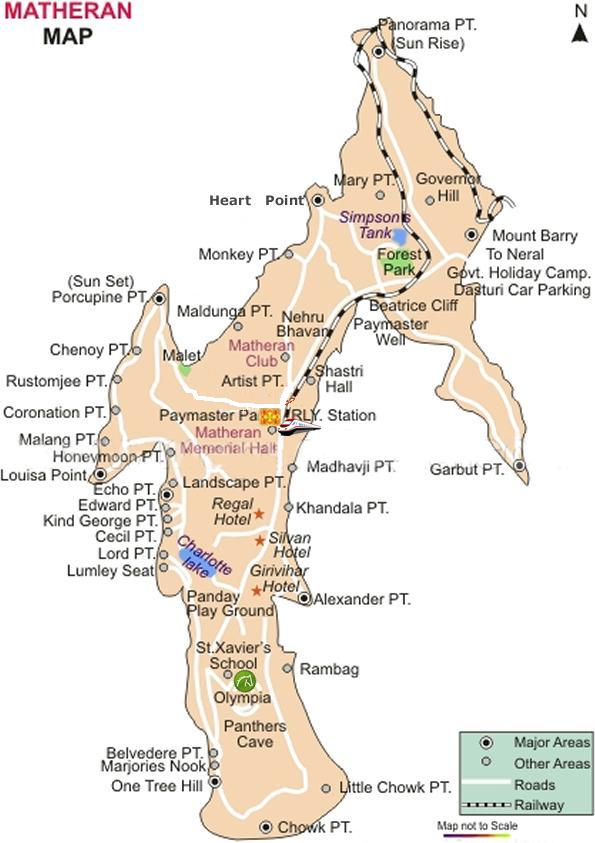
Plan Matheranu

Położone na wysokości 800 m n.p.m. w Ghatach Zachodnich miasteczko charakteryzuje się łagodnym klimatem i jest popularnym miejscem wypoczynku dla mieszkańców Bombaju (oddalony o 110 kilometrów) i Pune (oddalona o 120 kilometrów).